# Marcus Rohrbach
Marcus Rohrbach (* 1983 in Frankfurt am Main)  ist ein deutscher Informatiker mit Schwerpunkt auf multimodalem Lernen.

## Werdegang
Marcus Rohrbach absolvierte sein Studium der Informatik an der Technischen Universität Darmstadt und erlangte 2006 den Bachelor- sowie 2009 den Master-Abschluss. 2014 promovierte er am Max-Planck-Institut für Informatik in Saarbrücken. Anschließend forschte er an der University of California, Berkeley und ab 2017 bei Facebook AI Research (FAIR), heute bekannt als Meta AI. 2023 wurde er als Alexander-von-Humboldt-Professor an die Technische Universität Darmstadt berufen. Im selben Jahr erhielt er die LOEWE-Spitzen-Professur des Landes Hessen.

## Forschungsschwerpunkte
Rohrbachs Forschung konzentriert sich auf die Verknüpfung von Sprache und visuellen Daten, um intelligente Systeme zu entwickeln, die Informationen in Worten und Sätzen mit der visuellen Welt in Beziehung setzen können. Dies ist besonders relevant für die Generierung von Bild- und Videobeschreibungen. Seine Arbeiten zielen darauf ab, Modelle zu schaffen, die Beschreibungen für bisher unbekannte Objekte und deren Interaktionen in Bildern generieren können.

## Publikationen (Auswahl)
- mit Michael Stark, Bernt Schiele: Evaluating knowledge transfer and zero-shot learning in a large-scale setting. In: CVPR 2011.
- mit Sikandar Amin, Mykhaylo Andriluka, Bernt Schiele: A database for fine grained activity detection of cooking activities. In: 2012 IEEE Conference on Computer Vision and Pattern Recognition. 2012.
- mit Wei Qiu et al.: Translating Video Content to Natural Language Descriptions. In: 2013 IEEE International Conference on Computer Vision.

- mit Jeff Donahue, Lisa Anne Hendricks et al.: Long-Term Recurrent Convolutional Networks for Visual Recognition and Description. In: IEEE (Hrsg.): IEEE Transactions on Pattern Analysis and Machine Intelligence. Band 39, Nr. 4, 2017.
- mit Christoph G. Keller, Markus Enzweiler et al.: The Benefits of Dense Stereo for Pedestrian Detection. In: IEEE (Hrsg.): IEEE Transactions on Intelligent Transportation Systems. Band 12, Nr. 4, 2011.